# Campos del Paraíso
Campos del Paraíso – gmina w Hiszpanii, w prowincji Cuenca, w Kastylii-La Mancha, o powierzchni 216,89 km². W 2011 roku gmina liczyła 932 mieszkańców.